# Yakbim Sekhaenre
Sekhaenre Yakbim o Yakbmu fue un gobernante durante el Segundo periodo intermedio de Egipto. Aunque su ubicación dinástica y temporal está en disputa, el egiptólogo danés Kim Ryholt cree que probablemente fue el fundador de la Decimocuarta Dinastía de sangre levantina, c. 1786-1761 a. C., mientras que en la literatura más antigua se lo consideraba principalmente un miembro de la XVI Dinastía.
Su nombre nunca aparece dentro de un cartucho, que era una prerrogativa faraónica; sin embargo, en sus sellos se le suele llamar "el buen dios, Sekhaenre" (o simplemente "Sekhaenre") y " el hijo de Ra, Yakbim".
No hay evidencia directa de que el nombre del trono de Yakbim fuera Sekhaenre. Esta teoría se basa en las características estilísticas de los sellos y fue propuesta por William Ayres Ward y posteriormente desarrollada por Ryholt; Daphna Ben-Tor cuestionó esta identificación, señalando que los sellos de los varios gobernantes que vivieron durante este período son demasiado similares para hacer tales correlaciones sobre la base de meras características de diseño.
Suponiendo que Ward tenía razón, Sekhaenre Yakbim está atestiguado por 123 sellos notables, solo en segundo lugar, para este período, después de los 396 de Sheshi. Basándose en eso, Ryholt estimó para él una duración de reinado de alrededor de 25 años, en el intervalo 1786-1760 a. C.
El egiptólogo israelí Raphael Giveon identificó a Yakbim con otro gobernante del mismo período, Ya'ammu Nubwoserre, mientras que Jürgen von Beckerath equiparó a Yakbim con Salitis, el fundador manetoniano de la Dinastía XV.